# Bālā Kūlā
Bālā Kūlā (persiska: بالا كُلا, بالا كولا, Bālā Kolā) är en ort i Iran.   Den ligger i provinsen Mazandaran, i den norra delen av landet, 180 km nordost om huvudstaden Teheran. Bālā Kūlā ligger 279 meter över havet och antalet invånare är 203.
Terrängen runt Bālā Kūlā är kuperad. Runt Bālā Kūlā är det ganska tätbefolkat, med 111 invånare per kvadratkilometer. Närmaste större samhälle är Sari, 13,8 km nordväst om Bālā Kūlā. I omgivningarna runt Bālā Kūlā växer huvudsakligen savannskog.